# Sékou Camara
Pour les articles homonymes, voir Camara.
Abdoulaye Sékou Camara, né le 17 novembre 1985 à Bamako et mort le 27 juillet 2013 à Bandung, est un footballeur malien.

## Biographie
Il a connu une sélection avec l’équipe nationale du Mali,. Il est décédé d'une crise cardiaque.